# Cicanir
Cicanir is een bestuurslaag in het regentschap Majalengka van de provincie West-Java, Indonesië. Cicanir telt 1704 inwoners (volkstelling 2010).